# Хидрогеология
Хидрогеологията е дял на хидрологията, изучаващ разположението и движението на подземните води в почвите и скалите на земната кора. Областта ѝ се занимава с въпроси като динамиката на подземните води, химията на водите, проучване на подземните води и други. Тя е тясно свързана с геологията (инженерната геология, литологията, геохимията, геофизиката), географията и други науки за Земята. Използва методите на математиката, физиката и химията. Данните се използват за разрешаване на проблемите на водоснабдяването, напояването, екологичните последици от хидротехническото строителство, използването на находищата на подземни питейни, технически, минерални, промишлени и термални води, дълбочинното изхвърляне на промишлени отпадъчни води, както и прогнозиране на водни притоци в транспортни тунели и разработването рудници за твърди полезни изкопаеми.